# São Policarpo (título cardinalício)
São Policarpo é um título presbiterial instituído em  14 de fevereiro de 2015 pelo Papa Francisco.

## Titulares protetores
- Alberto Suárez Inda (desde 2015)